# 諸橋碧
諸橋 碧（もろはし あおい、1983年7月19日 - ）は、テレビ新潟（TeNY）のアナウンサー。

## 略歴
新潟県上越市内の産院で生まれ、愛知県知多市で育つ。 明治学院高等学校、立教大学を卒業。
2006年にテレビ新潟へ入社。 入社直後の2006年4月10日から『夕方ワイド新潟一番』に出演。番組の名物コーナー「ラーメンの旅」において4代目ラーメン娘として2008年から2010年までコーナーを担当した。2024年現在、メインMCを務めている。

## 人物
2013年10月3日に放送された『情報ライブ ミヤネ屋』（読売テレビ）にて20kgのダイエットを公約した。また、入社当時より20kg太ったとも発言。
2023年8月8日放送の『踊る!さんま御殿!!』では、踊る!ヒット賞を獲得した。賞品として贈られた「何か痩せて見えるもの」について、自身がMCを務める「夕方ワイド新潟一番」の生放送内で開封の儀を行った。なお、賞品は「小顔ベルト」だった。
趣味は、クラシックバレエ。特技は、ピアノ。
自分のことをぺっきーと呼んでおり、自身のブログ『諸橋碧の近況報告』ではいつも「XXX ぺっきー XXX」で終えている（「碧」（へき）から「ぺっきー」）。

## 20kgのダイエット企画
2013年10月3日に『ミヤネ屋』に出演した際、番組内で持ち上がったダイエット企画をするか否かを尋ねられ、諸橋は「やります！諸橋碧、戻ります、もとに」と視聴者に向けて宣言し、マイナス20kgの減量を公約した。ダイエット企画がスタート。（ダイエット企画は未放送のままである）

## 出演番組
- 夕方ワイド新潟一番
- 新潟炊きたてバラエティーおにぎりハウス
- 情報ライブ ミヤネ屋（読売テレビ）
- 踊る!さんま御殿!!（2023年8月8日・10月31日、日本テレビ)[8]
- 千鳥かまいたちアワー　全国アナウンサースペシャル（2025年6月11日　日本テレビ）